# HD 207235
HD 207235，又名BD-06 5827，SAO 145671、HR 8332，是一颗恒星，视星等为6.17，位于銀經50.3，銀緯-41.49，其B1900.0坐标为赤經21h 42m 22.4s，赤緯-6° -41.49′ 49″。